# Gangarides roseus
Gangarides roseus är en fjärilsart som beskrevs av Walker sensu Hampson 1892. Gangarides roseus ingår i släktet Gangarides och familjen tandspinnare. Inga underarter finns listade i Catalogue of Life.